# すくらっぷ・ブック
『すくらっぷ・ブック』は、小山田いくによる日本の漫画。1980年から1982年にかけて、秋田書店の『週刊少年チャンピオン』に連載された。単行本は全11巻として少年チャンピオンコミックスから刊行されていた。その後、復刊ドットコムより全4巻への再構成を経て刊行されている。

## 概説
作者の小山田にとっては初の連載作品であり、彼の初期作品群の特徴として恋愛青春群像ものに分類される。全101話。
本作以前に、同じく『週刊少年チャンピオン』に掲載された読み切り作品『12月の唯』『春雨みら〜じゅ』『三角定規プラス1』の3作品とは舞台背景、登場人物など内容がリンクしている。なお、これらの短編は、本編が単行本化される際に一緒に収録されたがチャンピオンコミックス版では1 - 3巻末に収録されていた。元々これらの作品は連載本編のプレ・ストーリーだったので、後述の復刊ドットコム版では1巻の冒頭に纏められている。
連載時期と作品中の時間の流れがほぼリンクしていたのも特徴で、作中で主人公たちが中学校2年生に進級したばかりの4月から卒業までの2年間を、実際に約2年（1980年4月 - 1982年3月）の連載期間をかけて描き上げた。主人公達は1966年度生まれであり、これは作者の丁度10歳下にあたる。この1966年は丙午に当たるため、前後の年に比べると出生率が極端に下がった年であるが、作中にそれを感じさせる描写は無い。登場人物の多くが、作者の同級生や知人をモデルにしたものである。
作者独特のギャグ要素が、特に作品前半において色濃く出ている。また、同時期に『週刊少年チャンピオン』に連載を持っていたとり・みきとの誌面を利用したおちょくり合いは有名である。
初期には登場人物が「さだまさし」やその他のフォーク・ニューミュージックを口ずさんでいることが何度かある（歌詞はローマ字書き）。当時流行っていた『機動戦士ガンダム』などのロボットアニメもよく登場した。
なお、同じ作者の『むじな注意報!』は、本作品と同じ時間軸上（17年後）にある作品で、本作品の登場人物のうち数人が実際に登場している。
少年チャンピオン・コミックスから全11巻でコミックスが刊行されたが、2000年頃以降絶版となっていた。しかし2004年頃にコミックパークのオンデマンド出版での再発売（品質の劣化が目立っていた）や、2006年に復刊ドットコムより「小山田いく選集」の一部（第3集 - 第6集）として、全4巻に再構成されて刊行されたことからも、今なお人気の高い作品といえる。巻末には描き下ろし短編「どっぐ・いやあ」が収録されている。作者の小学生時の想い出を綴った作品で本作のモチーフとなった人物やエピソードが語られている。
『週刊少年チャンピオン』2009年30号に創刊40周年記念企画として完全新作の読み切り『夢のありか』が掲載された。
続編『ぶるうピーター』と共に、当時はその概念さえなかった「空気系（日常系）」の元祖とも言える作品。

## あらすじ
柏木晴、通称晴ボンは、長野県小諸市・市立芦ノ原中学校の生徒。彼を中心とした少年少女達が織りなす、恋と青春の学園生活が描かれる。

## 主な登場人物

### 7組のクラスメイト
※本編開始時は2年7組、後半ではクラス替えがなかったため、そのまま持ち上がりで3年7組となる。ここに列記したのは主要なキャラおよび個別のエピソードや出番の多かったキャラで、7組のクラスメイトは総勢39人が設定されている。
柏木 晴（かしわぎ はる）
本編の主人公。通称晴ボン。6月10日生まれ（作者と同じ）のA型。美術部所属。3年次には部長となる。所属部である美術のほか国語が得意科目でよく会話の中に故事を引用する（逆に理数系科目は担任から指摘されるほどの玉砕状態）。
背が低く（具体的な数値表記はない）、2頭身で描かれていたこともあって、よく坂口光明や迎麻紀の頭の上に乗っている描写がある。市野や坂口から「二頭身おばけ」「蕪の逆立ち」とからかわれており、背が低いことが若干コンプレックスになっている模様。落ち込んだ際にはゴミ箱の脇で壁に向かって膝を抱えて座っていることが多い。
妖怪も魑魅魍魎の類いも平気。“幽霊妖怪は人をおどかすだけだが生きた人間はそれに加えて殴るからずっと怖い”とまで言い切る。反面、“被害に遭う確率は交通事故の方がずっと多い”と説得されても“落雷がある”と雷が大の苦手。
このように外見などから幼く見られがちだが、実際は穏やかで理知的な性格でありながら周囲を巻き込むバイタリティを持ち合わせ、クラスや仲間内での中心人物として人望が厚い。小宮山雅一郎によるもの以外は悪戯も、「あんなものにいちいち腹立ててたら、そのうち自分以外を皆殺しにしなきゃ気が済まなくなる、怒ってばかりだから戦争がなくならないの」と平然としている。反面、真面目過ぎて周りが見えなくなってしまう欠点があり、仲間から非難されたこともある。また、考え方は老成しているが、年相応の若さや甘さがそれに追いつかず、トラブルの際などはかえって事を大きくしてしまったり、結果的に自身がトラブルの原因になったりすることもある。かなりのロマンチスト。
本編開始当初は青木理美に思いを寄せていたが、麻紀にアタックされて付き合うようになる。
女生徒にはかなり人気があり、中でも日生香苗は小宮山と付き合うようになるまでは彼に想いを寄せていた。また、桜井光代も当初彼に好意を寄せていた。
身長のせいもあって運動が苦手（走るのはともかく、泳ぐ時は風船を付けないと頭から沈んでしまう）であったが、麻紀による地獄の特訓や葵多寿子達の協力で人並みに走ったり泳いだりできるようになった。なぜか走る時には足が4本に見える。
るり子という妹（4歳年下）がいる。また、1話で出会った猫（音楽室の天井裏で盛っていた鳴き声が、物の怪嫌いの市野を震え上がらせていた）が後にペットとして飼われている。
ギャグシーンでは妖怪油すましの姿を取ることが多い。

後の『むじな注意報!』では画家として大成し、ニューヨークで個展を開くまでになっている。
本作に先立つ短編「春雨みらーじゅ」の主人公でもある。
市野 清文（いちの きよふみ）
晴の幼馴染みにして親友。5月11日生まれのAB型。通称イチノ。サッカー部所属で2年の初めから既に“エースストライカー”と呼ばれていた。3年次にはサッカー部部長を務める。晴とは対照的に理系が得意で、事あるごとに電卓（愛用モデルはキヤノン・カード。連載当時はまだパソコンは黎明期で、それほど普及していなかった。）を叩いて計算しようとする癖がある。機械式レジを改造しマイコンレジ（正しくは電子レジ）に仕上げたことも。
活発な性格で、気の強い行動派。得意な計算を生かして晴とともに様々なトラブル解決の中心となる。だが、彼の計算が直接役に立ったことはあまりない。
また科学的なものに大きな信奉を持つ唯物論者であり、科学では割り切れない幽霊や妖怪・魑魅魍魎といったものが大の苦手。そのことをよくからかいのネタにされる（本人も克服しようとしたことがあったがあえなく気絶）。合理主義者でもあり、あまり情緒に理解を示さないため、ロマンチストの晴とはしばしば言い争いになる。
晴を含め、仲間からはイチノと姓で呼ばれることが多い。また、サッカー部ではゴールぎわのコンピューターの異名も持つ。まれにぬりかべ電卓と呼ばれることもあり、ギャグシーンではぬりかべの姿で登場する。
青木理美と交際しており、このカップルは（数回あった危機も含めて）周囲から目標扱いされるほど。理美だけが「君」付けで呼ぶ。一方の市野はただ一人、青木を名で呼び捨てにする（呼び捨てに出来る仲）。なお、短編「春雨みらーじゅ」は、その付き合い始めた頃の物語。

坂口 光明（さかぐち みつあき）
体重105キログラムの巨漢の柔道部員で、必殺技は「浅間山天明三年大噴火」。晴と市野とは理美を巡る騒動を経て親友となる。4月21日生まれのO型。また、香苗とは縁戚関係で家が隣同士ということもあり互いを兄妹のように思っている。その体の大きさからか「クマ」あるいは「信州ヒグマ」と呼ばれていて、それが通称にもなっていた（ただし熊の姿で描かれるときは、ツキノワグマの絵であった）。それを象徴するように、本人も学生服の下にはクマの顔イラスト・「くま」・「BEAR」などが入ったりしたTシャツを着ることが多かった。登下校の際などはよく晴や麻紀、香苗を肩や頭に乗せていた。
体躯と同じく豪放磊落で懐の大きい性格をしており、晴や市野が突っ走りすぎた時などはフォロー役として活躍した。市野曰く「でかくてあったかいヤツ」。
宇木朝実がサッカーの試合で市野を怪我させてしまった時、晴たちが宇木のプレーを批判する中、ただ一人宇木のチーム内での立場を理解し、擁護していた。
体格の割りに手先が器用で技術科、特に木工が得意であり、2年の夏休みの課題には立派な座卓を製作したほど。
既に市野と付き合っていた理美に想いを寄せていたが、後に五島かがりに告白され（明確にそれを受けた描写はなかったが）、次第にカップルとなっていった。それまでの間に、光代と接近した時期もあったが、明確な恋愛に発展するには至らなかった模様。
遠い親戚で幼馴染の香苗のことは妹のように思っており、彼女に想いを寄せた雅一郎とは、決闘するに至ったほど。
市野の妖怪恐怖症を治そうとした際には肝試しの一環でフランケンシュタインの怪物に変装（イチノ曰く「クマンケンシュタイン」）。

迎 麻紀（むかい まき）
通称マッキー。8月17日生まれのB型。いつも頭に乗せている眼鏡がトレードマークの活発な少女。第2話で初登場し、そのままメインヒロインとなる。なお、眼鏡を着用するシーンはあまりない。
明朗快活で本編のムードメーカー的存在。特に雅一郎とは毎回のようにギャグを交えたケンカや掛け合いをする迷コンビ。
勘違いから晴にキスをして、それ以降付き合い始める。
男子生徒（主に雅一郎）と互角に喧嘩するほど運動能力は高いのだが、面倒くさがりなためか、あるいは特にやりたいことがなかったためか、部活動はしていない。一度かがりにテニスを勧められたがテニス部入部には至らなかった。勉強は苦手。
早由美（さゆみ）という10歳年上の姉がいる。
市野の妖怪恐怖症を治そうとした際には鬼婆に変身。

後の『むじな注意報!』では、明確に表現されてはいないが晴と結婚しているようである。
日生 香苗（ひなせ かなえ）
本編のヒロインの1人。通称カナちゃん（幼馴染の坂口のみカナと呼んでいる）。4月30日生まれのA型。内向的な少女。右目に前髪を被らせた独特の髪型をしている（初期は隠していなかった）。坂口のことは縁戚関係で家が隣同士ということもあり兄のように慕い、「明（あき）ちゃん」と呼んでいる。
本編中最も精神的に成長したキャラの1人であり、それを反映してか初期の子供っぽい絵柄から中期以降多少大人っぽい絵柄に変わっている。彼女をメインとしたエピソードやメインキャラの心情が彼女の視点で語られることも多い。
当初はクラス内でも影が薄く、晴や麻紀は彼女の名前を聞いても咄嗟に顔を思い出せなかったほど。晴に思いを寄せており、その晴に感化されて美術部に入部。3年時には副部長を任せられるほどになった。内向的だった性格も、晴や仲間たちとの交流によって次第に明るさを見せるようになっていった。
大失恋した雅一郎を、晴への恋が叶わない自分を重ねて慰めるが、その雅一郎に惚れられてしまい、紆余曲折の末に付き合うことになる。
晴と同じく雷が大の苦手。
市野の妖怪恐怖症を治そうとした際には濡女に変身。
幼児体型で胸がない（バストサイズ79センチ）ことを非常に気にしている（麻紀にからかわれ怒るシーンがある）。

小宮山 雅一郎（こみやま まさいちろう）
晴の宿命のライバル。晴と同じく背が低く、2頭身で描かれている（違いは晴が栗色の直毛髪で目が大きく鼻が目立たないのに対し雅一郎は癖毛の黒髪で目が小さく鼻が描かれている。晴の代理を務めるため変装したこともあり、逆に晴が雅一郎になりすましてイタズラをしたこともあった。）。血液型はB型。誕生日は主要キャラの中では唯一不明（ただし晴よりは後）。ギャグシーンでは晴が油すましの姿をするのに合わせて、土ころびの姿をすることも多かった。
晴や麻紀や市野とはケンカが絶えない一方、晴の妹のるり子からは軽く見られている。
悪戯を生きがいとしており、戸沢正賢や西尾佳典と組んで悪戯することが多い。学校中にイタズラのための道具（本革のお面等、「一財産」もののお金がかかっていたらしい）を隠している。
西尾・戸沢と組んで、牛乳を飲んでいる女子を笑わせる悪戯をしたが、土屋悦子に牛乳を吹き掛けられ、敢えて下を向かずに吹き出した彼女の気持ちも考えて、中止することになった。しかし、モデルとなった人物は、その後も続けていたと作者・小山田は言っている。
手先が器用で、無線操縦のゴキブリや乗用可能なカマドウマ、果てはモビルスーツ「まさ」などを作ったこともある。また、悪戯するときなどに、甲賀忍法を使うこともある。
このようにふざけているイメージが強いが、考え方は割と現実的（このことでも理想主義者の晴とぶつかることが多かった）。ぶっきらぼうな言い回しながらたまに問題の核心をついたり晴たちを諭したりするようなことも言う。また、自分の悪戯や言動がもとでトラブルを引き起こした際には自らきっちりカタを付ける潔さも持ち合わせている。
結局、何だかんだ言っても晴たちとの仲は良く、何かと晴たちに協力したり、落ち込んだ晴たちに旅を勧めるなど友達思いの一面もある。
クラスメイトも手を焼くほどだった西尾・戸沢と組んだ悪戯にしても、そのアイディアが時にメンバーの窮地を救ったり、思わぬ好結果に結び付いたりしたことも少なからずあった。
3年の女子に弄ばれた末に失恋したところを、慰めてくれた香苗に本気で惚れてしまい、強引にアタックするようになる。それは彼女の兄を自任する坂口の逆鱗に触れて、2人は決闘することになるが、そこで雅一郎の見せた本気に、坂口は彼を認め、また香苗もその思いに打たれて付き合うことになった。
香苗と付き合うようになってからも悪戯は止まなかったが、惚れた弱みか、香苗が哀しそうな顔をすると慌てて平謝りするようになる。また、香苗にカナヅチを渡し、悪戯の度が過ぎた際にはそれで叩いて貰うことにしている。
香苗が晴への思いを断ち切れない場面にしばし出くわし、真剣に悩むこともあった。
長野県民でありながら「――じゃけんのぉ」などと広島弁を使う。78話で信州弁を話すシーンもあったが「方言を出すな」と正木にメタな注意をされていた。
本作に先立つ短編『三角定規プラス1』にもメインキャラとして登場。短編中でも岡田信也、田島康正と共に「三角定規」なる悪戯ユニットを組んで悪戯ばかりしていた（ただし岡田は「自分は抑え役」だと、“悪戯ユニット”の事実を否定している）。田島が直角三角形の辺aを、岡田が辺bを、本人が辺cを担当する決めポーズもある。
一族に医者が多いことから歯医者を真剣に目指している。
五島 かがり（ごとう かがり）
画廊喫茶「妖精館（アルフヘイム）」の看板娘。5月14日生まれのO型。両親を小学校時代に亡くし、兄の猛と2人で「妖精館」を切り盛りしている。サバサバした性格で良くも悪くも男っぽい俺女（ただし一人称に“俺”は用いず“あたし”）。悪戯をする雅一郎などはよくぶっ飛ばされていた。ちなみに雅一郎にはそのヘアスタイルからか、「（男まさりの）栗きんとん」、「アロエ頭」と呼ばれている。
後に「妖精館」の店員として飛田由紀が雇われたため（それは、かがりの負担を軽くしようという猛の配慮だった）、それまで店に出ていたかがりは無聊を託つことになる。その折りにアドバイスをくれた坂口に次第に好意を持つようになり、3年に上がって日が立たぬ時期に正面から坂口に告白する。
その時にはすぐには返事をもらえなかったものの、夏の頃にはすっかり互いにカップルと認め合うような仲になっていた。
当初は前述の通り店に出ていたために部活動はしていなかったが、由紀が店に来てからは時間に余裕ができたことと兄の勧めもあってテニス部に入部した。
初登場は第7話だが、その時は「かがり」と言う名前ではなかった。

桜井 光代（さくらい みつよ）
さくらいカメラ店の一人娘。本人も写真部に所属するアマチュア写真家。本人曰く「風景写真専門」。周りからはみっちゃんと呼ばれている。
クラスの中ではちょっと大人っぽい、言わばお姉さん的な立場を取り、女性の心理について晴に助言することもあった。ただ、自分自身の恋愛については、周囲を見てつい一歩引いてしまうところからか、好意を持っていた晴にしても、坂口にしても、結ばれることはなかった。ただし、得難い友人としての付き合いは続き、特に坂口からは、他人には出来ない相談事を持ちかけられたこともあった。

戸沢 正賢（とざわ まさたか）
本作に先立つ短編「12月の唯」の主人公。本作中では基本的にはふざける立場としての登場が多く、雅一郎とコンビを組んでの悪戯も多い（麻紀から「まさまさコンビ」と呼ばれる）。が、ナイーブな一面を見せることもあり、憎めない人物である。短編中で転校していった石黒唯とは、手紙のやりとりをしながら遠距離恋愛を続けている模様。趣味は藁人形を作ること。
なお本編中ではまさたかと名前を平仮名表記されることが多い。

佐々木 広明（ささき ひろあき）
短編「12月の唯」にも登場。通称ヒロ。和泉美晴と付き合っている。唯の幼なじみで、その唯と付き合っている正賢とも友人同士。優しい性格で、恋人の美晴との関係は晴と麻紀の関係に似ていると言われたことも。
美晴のじゃじゃ馬ぶりに手を焼きながらも「美晴の勇み足を止めるのも結構楽しかったりして」といった懐の深さも見せている。
輪郭がやや市野に似ている。

和泉 美晴（いずみ みはる）
短編「12月の唯」にも登場。佐々木広明と付き合っている。非常に短気で、雅一郎から「戦闘力は麻紀に匹敵する」と言われる腕っ節の持ち主。優しい佐々木との付き合いを経てすこしずつおしとやかになっているようである。

大江 嘉（おおえ よしみ）
生物部員。血液型はA型。3年時には生物部長になる。真面目でおっとりした性格。恋には少々疎く、雅一郎がじれったがるほどの優柔不断な面もあるが、様々な生き物との交流から生き方を学べる独自の感性や優しさを持っている。
生物部長を務めていることもあり、生きていくことの尊さや難しさを熟知しており、それが美術部長の重圧に悩んでいた晴を立ち直らせるきっかけになった。

藤原 秀一（ふじわら しゅういち）
生物部員で剣道部番外部員（初段持ち。竹刀を飛ばして相手を突く「手放し突き」の使い手。）。通称秀やん。血液型はO型。自他共に認める「人間味のある現実型」。前髪で両目を隠している。隣のクラスの山中美幸と付き合っている。ペットのアオダイショウ・ニョコをよく頭に乗せている。中学卒業に合わせ、ニョコは野生に返すことになる。ニョコが冬眠中の秋から春にかけては、頭に乗っていないので、ヘルスパワーが一気に低下する。

『むじな注意報!』では、教師として登場する。山中姓になっているところから、美幸の家に婿入りしたと思われる。
岡田 信也（おかだ しんや）
ルーム長（学級委員）をしている。通称シン。顔・頭・運動神経、三拍子揃った優等生ではあるが、生真面目で少々融通が利かない面がある。逆に“怒ると理性が飛ぶ”。女生徒からの人気は高く、3年時の学園祭にクラスで出展した映画「カッシーニ間隙」では主役を務めた。雅一郎、ヤッチン（田島 康正）と“三角定規”なるイタズラトリオを結成していたが、本人はあくまで火消し役である。
短編『三角定規プラス1』では主人公であり、騒動の末に関谷直美と付き合うこととなった。

関谷 直美（せきや なおみ）
短編「三角定規ぷらす1」のヒロイン。雅一郎たちに着替えを覗かれる騒動を経て、岡田信也と付き合うようになった。三角定規のメンバーからは“クラスきってのかわい子ちゃん”と評されている。演劇部員（「三角定規プラス1」登場時はバレーボール部員）で、「カッシーニ間隙」ではヒロイン役を演じた。

友田 和則（ともだ かずのり）
老けて見えるが晴たちのクラスメイト。常にサングラスをかけており、素顔は本編中一度も登場しない（素顔については山崎洋子曰く「かわいい」らしい。またサングラス着用の状態に黒子を追加すると寺尾聰に似ているとも言われた。）。
皮肉屋で、特にクラスメイトたちの恋愛については、過去に辛い思いをしたため非常に辛辣。だが、3年に進級した時に洋子の世話を市野たちに押しつけられ、保護者感覚でとりあえず付き合ううちに、その純粋さに感化されたのか、次第に丸くなっていった（市野曰く「プラス波とマイナス波で中和されゼロ、つまりちょうどよくなる」）。
麻紀と美晴が対決しそうになった時は、「2人とも頭に血が昇っていなければ結構かわいいんだ。怒りたくなったら晴や佐々木の苦労を少しは考えてみることだ。」とカッコよく締めた。

山崎 洋子（やまざき ようこ）
通称ヨーコ。11月1日生まれ。晴をして、「何を考えてるかさっぱりわからない子」と言わしめた、今で言う不思議少女。良くも悪くも天真爛漫で正直。悪気はないのだが、彼女の何気ない行動や言動で周囲を振り回したこともあった（例；彼女の一言による麻紀と美晴の対決。しかし、真相を知った後は2人に謝罪し、クレープを勧めるなど根はいい子のようである。）。
市野たちの画策により結ばれた友田のことは、大切な人と思っているようだが、恋愛の観念があるのかどうかは今一つ不明だった。
特技は映像記憶。その技量は雅一郎が「人間テープレコーダー」と驚いたほどである。

土屋 悦子（つちや えつこ）
副ルーム長（学級副委員長）をしており、個性の強い面々のそろった7組の実質的なまとめ役。誕生日がクラスメイトの中で1番遅く（3月7日生まれ）、つまり1番若いのに通称ばーちゃんと呼ばれている。それは、とりもなおさずクラスメイトたちが彼女のリーダーシップを認めた上での、尊称の意味合いなのだが、本人は「老けて見えるのか？」と気にしている。

稲玉 和夫（いなだま かずお）
通称ノーミン。実家は農家。中学生ながら農業に関する知識や腕はかなりのもの。自分自身もそれに誇りを持っているが、農作業が忙しいために友人と遊ぶことは少ない。一人称は「おら」で、かなり訛りのある話し方をする。のんびりほんわかしているが、少々ズレた感覚を持っており、良くも悪くもマイペースであるため、雅一郎をイラつかせることもしばしば。通称は背負子を背負った姿が“農作業中のムーミンに見える”ことから。宇木朝実曰く「農作業用ズゴック」。
修学旅行で会話を交わした妙子と再会後、一方的に惚れたことがきっかけで、芦ノ原中学と南中学を股にかけた大騒動を起こすことになる。
騒動後、同じく妙子に惚れている宇木に自ら手を引いて妙子をくっ付けようと画策したこともあったが、宇木から「自らカッコよく手を引こうだなんてもってのほか。あくまでも対等なライバルとして正々堂々と勝負したい。」と突っぱねられ、結局最終回まで三角関係を保ったままであった。

西尾 佳典（にしお よしのり）
雅一郎や正賢の悪戯仲間。晴と麻紀が付き合うようになった悪戯の仕掛け人であり、また出番そのものは非常に多いのだが、主役となるエピソードはなかった。女生徒には人気があるようで9話のクラス男子人気投票では5位だった。稀にツッコミ役にまわることもある。作中で風魔忍術を習得したと称し、雅一郎とは忍術のライバルでもある。

葵 多寿子（あおい たずこ）
晴、市野とは小学校からの同級生。10月6日生まれ。通称ターコ。そばかす顔が特徴。以前、市野と付き合っていたが、中学に進学する頃に自然消滅する。その後、饗場と恋仲になるが、こちらも別れてしまった。
晴たちの画策で饗庭とのわだかまりを溶けた後は、晴たちと絡むこともしばし見られるようになった。

饗場 千尋（あいば ちひろ）
多寿子と付き合っていたが別れる。見た目のカッコ良さでは7組のトップクラス。一見クールだが「怒ると理性が飛ぶ」とは本人の弁。

田島 康正（たじま やすまさ）
短編「三角定規プラス1」から登場する、雅一郎、岡田信也の親友。通称ヤッチン。嘘か真か「密教念力」を使う。体形が坂口とかぶるせいか、本編での出番は多くなかったが、雅一郎が今で言うストーカー被害に遭った時に、雅一郎から岡田、西尾とともにボディーガードを頼まれた。

村井 弥生（むらい やよい）
第39話に登場。クラスでは岡田、悦子と並ぶ優等生で、性格はクール。雅一郎、正賢、西尾の給食中の悪戯をやめさせようとするが、返り討ちに遭う。

八重沢 奈美子（やえざわ なみこ）
第79話 - 第80話に登場。新聞部員（本編登場時には既に3年生は部から引退しているので、正確には元新聞部員）。晴たちとともに学校の幽霊騒動を解明する。大江とは幼馴染で、それを知った晴たちにくっつけられそうになったが、結局友達同士のままとなる。

小林 那緒子（こばやし なおこ）
第87話に登場。通称ナコ。晴たちとは小学校時代からの同級生で、当時晴に恋心を抱いていたが気づいてもらえなかった。

工藤 由美子（くどう ゆみこ）
第4、7、60、89話に登場。髪型はべにまろヘア。泳ぎが得意でプールの女王と呼ばれたことも。中3の三学期、唯を想って寂しがる正賢の相談相手になる、佐々木や美晴に正賢の心情を代弁するなどの活躍を見せたが、真相が分かるまでは佐々木や市野たちに浮気していると思われていた。第4話では西尾佳典と付き合っている描写がある。

### クラスメイト以外の同学年生
青木 理美（あおき りみ）
クラスは2年6組→3年6組。吹奏楽部員で、3年時には副部長。担当楽器はフルート。1月13日生まれのAB型。
性格は優しく、しっかり者。友達としての付き合いの長さやその聡明さから、晴の心情を最もよく理解する一人であり、本編のヒロインの一人でもある。
1年生の秋に、当時付き合っていた上級生に振られ、人間不信に陥っていたところに声をかけてきた市野と付き合いはじめた。この顛末は、短編「春雨みらーじゅ」に晴や市野側からの視点で、また第6話「イーゼルカバー」では理美側から描かれている。その影響で本編第1話ではメインヒロインとなるが、第2話に麻紀が登場するとその座を譲る。
かなりの美少女、かつプロポーションも良く、初期は晴や坂口も彼女に好意を持っていたが、彼らは結局、市野と理美の間に割って入ることが出来ないことを悟り、親友付き合いをするようになった。男子で名を呼び捨てにするのは恋人の市野だけで、他の男子たちからは「理美ちゃん」と呼ばれている。
第1話では“物の怪”にパニック状態になった市野を救うため、自身も恐怖に震えながら「これ以上イチノ君を虐めたら許さないんだから」と音楽室の天井裏に突入。結果、正体が盛っていたネコであることが判明した。
恋人の市野との関係は周りから理想像とされるが、かなり嫉妬深くもあり、その力関係は彼女の方が上のようである。市野の妖怪恐怖症を治そうとした際には雪女に変身。
隣のクラスなのだが、よく7組に来ており、準クラスメイトと言える。
高校に進学する際、市野とは進路が分かれることとなる。
最終話で髪を短く詰め（ポニーテールをやめた）、「市野にフラレた!?」と周囲を驚かせた。本編中では唯一、髪型を変えたキャラクター。また別れのシーン（第98話「故郷を離るる歌」）では市野にファーストキスを捧げる。
山中 美幸（やまなか みゆき）
クラスは2年6組→3年6組。秀一の恋人。血液型はＢ型。
ちょっと幼い感じだが、秀一によるとそこがいいらしい。
後に秀一と結ばれた（『むじな注意報!』にて婚姻関係が明かされる）。
清水 友彦（しみず ともひこ）
クラスは2年1組→3年1組。美術部所属で、専門は陶芸。
写生大会で風景画専門の晴を差し置いて入選したこともある。
加茂 進（かも すすむ）
晴たちと同学年の美術部員。クラスは不明。専門は石膏彫刻。名字の読みは作中には出ていない。

### 上級生
香樫 英司（かがし えいじ）
晴たちが2年生の頃の美術部部長。晴やカナに、美術に対しての姿勢や、部長としてのリーダーシップについて多大な影響を与えた。晴を部長に、カナを副部長にし、後を託して卒業していった。
高峰高校に進学後は、美術部が荒れていたことと、自身がスランプに陥ったことでやる気を失っていたが、受験の願書提出を兼ねて高校を見学しに来た晴や麻紀と再会し、やる気を取り戻した。
宮本 幸夫（みやもと ゆきお）
晴たちが2年生の頃のサッカー部部長。市野に部長の座を継がせる。卒業後は天池高校に進学している。
平泉 元（ひらいずみ げん）
晴たちが2年生の頃の柔道部部長。必殺技は「浅間山天明3年大噴火」。麻紀や理美と遊ぶ坂口を「女とちゃらちゃらするとはだらしない」と一喝するが、激怒した麻紀に同級生の石和道子につきまとっていることを暴露され、逆に女性との付き合い方を学ぶこととなる。それが功を奏したらしく、後には道子と交際するようになった。部活引退時に坂口に部長を譲ろうとするが「ガラじゃない」と固辞される。宮本とともに天池高校に進学している。

### 下級生
坂井 かおる（さかい かおる）
美術部の1年後輩。10月22日生まれ。晴の後を継いで部長となる。恵子とは名コンビでツッコミ役。
中沢 恵子（なかざわ けいこ）
同じく美術部の1年後輩。1月11日生まれ。香苗の後を継いで副部長となる。通称けーこ。それほど太っているという訳ではないが普通に走るより、「転がる」方が速い。
常に赤いベレー帽をかぶっているのが特徴。しゃべり方も、「***でございます」と独特。ちなみに独り言などでは「***なんだな」。晴の3年時のバレンタインデーには晴に愛用の赤ベレーを渡してしまう（しっかりスペアは用意していた）。

### 他校生
宇木 朝実（うき あさみ）
南中学のサッカー部員。晴&市野と小学校時代の同級生、また市野とはサッカーでのライバル同士。守りを「鉄壁」と評される右サイドバック。通称はアサ。
初登場は試合。激しいチェックが原因で市野に負傷させたことで晴たちに「ひどすぎる」と非難されたが、同じ運動部である坂口の助けもあり誤解が解ける。その時市野に温かい友達がたくさんいたことを羨ましがっていた。
後に転校してきた妙子に惚れてしまうが、周囲に恋愛ごとを相談できる友人がおらず、市野や晴に話を持ちかけてきた。だが、その時応援団として来ていたはずの稲玉和夫が妙子の行動のせいで一目惚れしてしまい、これがもとで芦ノ原中学と南中学を股にかけた大騒動に巻き込まれることになった。
騒動解決後も妙子とともに何かと絡むことが多くなり、結局は中学を跨いだ良き仲間となった。
宇木と稲玉の妙子を巡る三角関係はその後も続いたが、自分の立場を知った稲玉が意識的に宇木と妙子とくっ付けようとした時には、稲玉の気持ちを察した上で「こんな形で決着を付けられたくない。あくまでも対等なライバルとして正々堂々と勝負したい。」というナイスガイぶりを見せた。
高校合格発表前に不安がる麻紀に対し、「男らしくないぞ」と失言し、麻紀にどつかれた（本人曰く、「つい口が滑った」）。

同級生に次回作『ぶるうピーター』の主人公の明科一帆と亀行道がいる。彼等は今作には登場しないが、『ぶるうピーター』第73話の回想シーンで市野の話をする場面がある。
恵庭 妙子（えにわ たえこ）
九州の中学校に通う少女。修学旅行でたまたま晴達の宿の向かいに泊まり、会話を交わした。
後に南中に転校し、宇木を通じて晴達と劇的な再会をする（この時に宮崎出身と明かされた）。が、そのときの彼女の稲玉に対する言動が原因で一波乱が起こることになった。
騒動解決後も宇木とともに何かと絡むことが多くなり、結局は中学を跨いだ良き仲間となった。
ただ、その後も好奇心旺盛な性格からか、宇木をやきもきさせたこともしばしばあった。

石黒 唯（いしぐろ ゆい）
正賢の恋人で、短編「12月の唯」のヒロイン。この中で札幌の中学校に転校してしまったため、本編開始時には既におらず、ストーリーにほとんど登場しなかったが、正賢とは遠距離恋愛を続けており、実に最終話で彼との再会を果たす。

### 大人たち
正木 義明（まさき よしあき）
芦ノ原中学の教師で、2年7組→3年7組の担任。担当教科は美術。
「妖精館」のマスター猛とは高校→大学と同期で、今でも親友付き合いをしている。
晴たちの2年時の夏休みのときに、その2年前の（自身が教師になる半年前の）話として猛との登山の話をしている。
クラスの生徒たちにとっては、頼れる兄貴分といった存在。クラスメイトの高校受験時にクラスメイト全員に1本ずつ鉛筆を渡し、「全力を出せたと思ったら俺のところに返しに来い。俺は一日待っているから。」と伝え、一日中寒風吹きすさぶ外でクラスメイトの報告を待っていた（結果、クラスメイト全員から鉛筆を回収できた）。
愛車はトヨタ・カローラレビン (TE27)。ただあまり運転していないようで運転の腕は今一つ。
晴たちの卒業と同時に市立海紅中学校（群馬県嬬恋村との境界近くにあり芦野原中から遠く離れた設定の架空の中学）へ異動。
卒業式では校長の“在校生・校長の連合軍による雪玉の弾幕を掻い潜って校長の下に辿り着いた卒業生のみに証書を伝達する”発案に対して“厳粛であるべき式を型破りにするなんて……”と保護者たちが上げる非難の呟きに「これは生徒のための式で、保護者のためのそれではありません」と毅然と反論する。
五島 猛（ごとう たけし）
かがりの兄で、画廊喫茶「妖精館（アルフヘイム）」のマスター。山好きで、かがりによると、暇と金さえあれば山に登っている山男。ひげ面が特徴だが、晴たちが2年生の時点で26歳（第30話、第40話より）。
悪戯のターゲットにされることもあり、店の看板の文字を「妖怪館」や「呪術各種 妖術館（ウィッチヘイム）」「陽性館（ツベルクリンヘイム）」など、複数回いじられたこともあった（全て「妖」繋がり、または読みが「ようせい」）。1度だけ、雅一郎に指摘された乗りで小豆とぎに変装（と言うより演技）したことがある。
晴たちにとっては、もう1人の兄貴分といえる存在で、教師の正木とは別の角度からのアドバイスをすることもあった。
前述のとおり正木とは高校→大学と同期で、同じ山岳部に所属していた（正木は猛に誘われた際に「山には妖精がいる」と聞かされて参加していた）。
由紀には好意を持っているようだが、山登りばかりしていて女性慣れしていなかったせいか、なかなか口に出せないでいた…らしい。最終話の直前でさりげなく由紀にプロポーズとも取れる発言をしている。
『ウッド・ノート』53話1ページ目（単行本第6巻p166）で由紀共々1コマだけだが出演している。
飛田 由紀（とびた ゆき）
スキー場で吹雪に巻かれた晴を助けた女性。晴は、彼女が素性を明かさなかったところから、雪娘と思っていた。
実際のところは、正木や猛の高校時代の2年後輩。新潟の大学に通うために故郷を離れていたが、晴と出会ったのはたまたま戻ってきていた時だった。新潟での生活になじめず、失恋したこともあり傷心の帰郷だった模様。
大学卒業後、故郷に戻って「妖精館」で店員として働くようになり、かがりや晴たちからは姉のように慕われる存在となった。
猛との仲は、なかなか微妙なところ。最終話の直前で彼のプロポーズとも取れる台詞にいい返事をしている。
多岐間 重一（たきま しげかず）
芦ノ原中学校の校長。短編「12月の唯」からの登場にもかかわらず、ずっと「校長先生」とのみ呼ばれており、本名が明かされたのは実に晴たちの卒業式だった。
生徒たちに対しては基本的に見守るスタンスで、生徒たちや新米教師である正木にとって人生の先輩として接していた。
正木と同様に、晴たちの卒業に合わせるかのように芦ノ原中学の校長を退き、市教育委員会事務局に転出する。
有吉（ありよし）
芦ノ原中学校の教頭先生。名前は不明。第96話に登場。
晴たちの卒業式のプログラム作成を校長に一任して、形式ばった式が嫌いだった校長の夢をかなえさせる。
吉村（よしむら）
芦ノ原中学校のベテラン国語教師。名前は不明。第4、78、96話に登場。
晴たちの2年7組での授業中に居眠りをしてしまい、生徒たちに罰としてトイレ掃除を言い渡される。
晴たちが3年時は、他の3年のクラス（クラス名は不明）の担任を務める。